# Sieben Schläfer von Ephesus
Die Legende von den Sieben Schläfern ist eine Heiligenlegende mit einer Tradition im Christentum und im Islam. In ihr wird beschrieben, wie sieben junge Männer auf der Flucht vor einer Glaubensverfolgung Schutz in einer Höhle suchten und dort, von Gott behütet, in einen mehrere Jahrhunderte andauernden Schlaf verfielen. Sagen und Legenden mit einem vergleichbaren Motiv sind weit verbreitet. Es wird vermutet, dass der Ursprung des Motivs in vorchristlicher Zeit liegt.

Siebenschläferhöhle von Ephesos

## Im Christentum

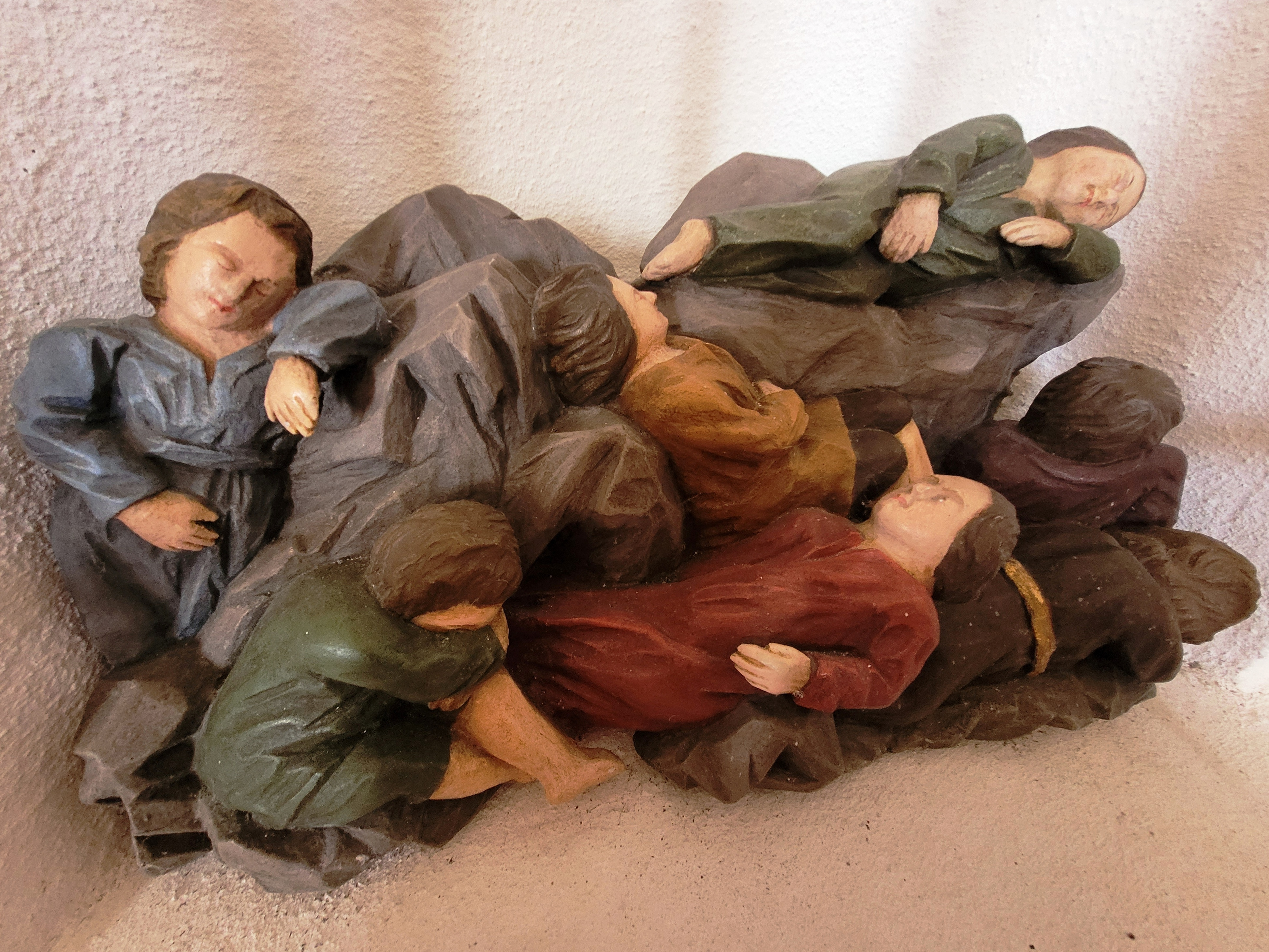
Siebenschläfer-Figurengruppe in der St.-Jakobus-Kapelle Keßlingen (Saarland)

Die Legende der Sieben Schläfer von Ephesus wurde zuerst von Jacob von Sarug fixiert. Unter anderem gibt es auch Fixierungen von Gregor von Tours, Dionysius Telmaharensis und Jacobus a Voragine sowie Prosatexte und islamische Texte. Vermutlich existierte bereits um 500 n. Chr. eine vollständige Version.

### Legende
Im Jahr 251 kommt der römische Kaiser Decius nach Ephesus, um persönlich an den Opferfesten für die heidnischen Götter teilzunehmen und bei dieser Gelegenheit auch die Christenverfolgung zu überwachen. Einige Christen verstecken sich vor Decius, sie werden jedoch gefunden und müssen den Märtyrertod sterben. Die Leichen werden auf den Stadtmauern gestapelt; diese drohen unter der Menge der Toten einzustürzen. Sieben Christen, Söhne aus vornehmen Familien, die bei Decius Palastdienst versehen, werden verraten und zum Kaiser gebracht. Als sie sich weigern, den heidnischen Göttern zu opfern, gibt ihnen der Kaiser in Anbetracht ihres jungen Alters eine Bedenkzeit und begibt sich auf eine Reise in die umliegenden Ortschaften.
Jetzt beginnen die Sieben, Almosen für die Armen der Stadt zu sammeln und zu verteilen. Sie fassen den Plan, sich in einer Höhle im Berg Anchilus zu verstecken, damit sie in Ruhe zu Gott beten können. Den Jüngsten von ihnen schicken sie, als Bettler verkleidet, in die Stadt, um Nahrungsmittel zu kaufen. Justament kommt Decius zurück. Der Junge flüchtet aus der Stadt und kehrt zu den anderen in die Höhle zurück. In der Eile war es ihm nicht gelungen, ausreichend Brote zu erstehen. Die Gefährten brechen in Wehklagen aus, speisen von den nur knappen Lebensmitteln und schlafen schließlich, ihre Seelen in die Hände Gottes legend, sanft ein.

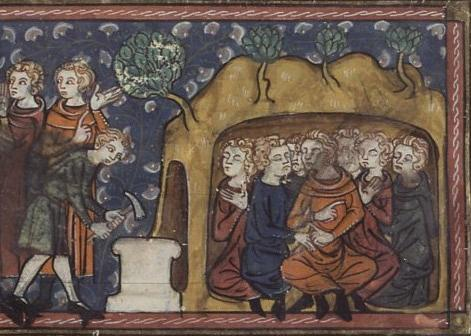
Decius beauftragt das Zumauern der Höhle. Aus einem Manuskript aus dem 14. Jahrhundert.

Decius gibt den Befehl, nach den sieben Jünglingen zu suchen. Da sie nicht gefunden werden, droht er den Vätern der Sieben Folter an. Diese verraten daher, wo sich die Gefährten versteckt halten. Decius glaubt, die Jünglinge würden noch leben, und lässt den Höhleneingang verschließen:

„Daher soll der Zugang zur Höhle mit großen Steinen verschlossen und versiegelt werden, dass sie lebend begraben seien und in jenem Kerker elend sterben.“

Theodorus und Rufinus, zwei weitere christliche Diener des Kaisers, beschließen, das Geschehene heimlich auf bleiernen Tafeln niederzuschreiben. Sie verstecken diese in einer Schatulle unter den Steinen am Höhleneingang. Bald darauf stirbt Decius.
Im 38. Regierungsjahr des Kaisers Theodosius II. bestreiten in der Region Häretiker die Auferstehung der Toten, und selbst Kaiser Theodosius ist sich in seinem Glauben nicht sicher. In Ephesus will Adolius einen Viehstall bauen, und seine Arbeiter verwenden hierfür die Steine vom Eingang der Höhle. Als sie geöffnet ist, erweckt Gott die sieben schlafenden Jünglinge zu neuem Leben. Sie erheben sich, erkennen aber nicht, dass sie ungefähr 200 Jahre geschlafen haben. So gibt der jüngste von ihnen zu bedenken:

„Wie ich euch gestern Abend gesagt habe, lässt uns der Kaiser nebst anderen Bürgern suchen, dass wir den Göttern in seiner Gegenwart opfern; wenn wir aber seinem Befehl nicht gehorchen, so will er uns martern lassen.“

Daraufhin nimmt er sich etwas Geld, um in die Stadt zu schleichen und neue Lebensmittel zu kaufen. Als er zum Höhleneingang kommt, erzittert er, da er sich die Steine dort nicht erklären kann. Er ist auch sehr verwundert darüber, auf den Stadttoren von Ephesus Kreuze zu erkennen, überall die Menschen Christus anrufen zu hören und viele veränderte Gebäude zu sehen. Der Händler, bei dem er Brote kaufen will, kann sich die Herkunft der alten Münzen, die noch das Bild des Kaisers Decius zeigen, nicht erklären. Der Jüngling wird gefesselt, durch die Stadt geführt und schließlich zum Bischof und zum Statthalter gebracht. Diese verhören den Jüngling, der nun erfährt, dass Decius bereits vor langer Zeit gestorben ist. Der Junge führt das Volk zur Höhle, und der Bischof entdeckt dort die Tafeln mit der niedergeschriebenen Geschichte. Als sie die Höhle betreten, erglühen die Antlitze der Sieben und glänzen wie Licht. Das Volk dankt Gott, dass es dieses Wunder schauen durfte, und benachrichtigt Kaiser Theodosius. Beim Eintreffen des Theodosius bezeugen die Sieben ihre Auferweckung und entschlafen dann endgültig. Der Kaiser, gefestigt in seinem Glauben, lässt über der Höhle eine Kirche errichten.

### Wichtige Entwicklungspunkte und Widersprüche in den christlichen Legenden
Die Überlieferungen der Heiligenlegende von den Sieben Schläfern variieren sowohl in der Länge des Textes als auch in der Ausführlichkeit bei Detailfragen. Das Resultat sind teilweise stark widersprüchliche Angaben zu einzelnen Punkten der Legende. Am auffälligsten kann dies bei der Anzahl der Jünglinge, bei den Namen der Sieben Schläfer, bei der Dauer des Schlafes sowie bei der Thematik der Häresie beobachtet werden.

#### Anzahl der Jünglinge
Jacob von Sarug berichtet – ebenso wie Dionysius Telmaharensis nach ihm – noch eindeutig von acht jungen Männern: dem Sohn des Prokonsuls und seinen sieben Gefährten. Das Buch Theodosius de situ terrae sanctae aus dem frühen 6. Jahrhundert erzählt wie die islamische Version im Koran von sieben Männern und einem Hund. Durchgesetzt hat sich in der christlichen Tradition schließlich die Variante mit sieben Jünglingen ohne Hund, wie sie beispielsweise Gregor von Tours überlieferte.

#### Namen der Sieben
Die Frage nach den Namen der Sieben Schläfer hängt eng zusammen mit der Anzahl der Jünglinge. Jacob von Sarug gibt nur einen Namen an: Jamblichus, welcher bei ihm nach der Auferweckung mit dem Volk zur Höhle zurückkehrt. Das Buch Theodosius de situ terrae sanctae, welches zeitlich als Nächstes erschienen ist, überliefert bereits sieben Namen. Bei Gregor von Tours finden sich zum ersten Mal die Namen, welche in allen lateinisch abgefassten Überlieferungen vorzufinden sind.
| Quelle                            | Jahr      | Zahl der Schläfer | überlieferte Namen                                                                       |
| --------------------------------- | --------- | ----------------- | ---------------------------------------------------------------------------------------- |
| Jacob von Sarug                   | ~ 500     | 8                 | Jamblichus (+ sieben Gefährten)                                                          |
| Theodosius de situ terrae sanctae | ~ 530     | 7 + 1 Hund        | Achilledes, Diomedes, Eugenius, Stephanus, Probatius, Sabbatius, Quiriacus               |
| Gregor von Tours                  | ~ 560–590 | 7                 | Maximilianus, Malchus, Martinianus, Constantinus, Dionysius, Johannes, Serapion          |
| Dionysius Telmaharensis           | ~ 750–770 | 8                 | Maximilianus, Jamblicha, Martelus, Dionysius, Johannes, Serapion, Exustadianus, Antonius |
| Jacobus a Voragine: Legenda aurea | ~ 1270    | 7                 | Maximian, Malchus, Marcianus, Dionysius, Johannes, Serapion, Constantin                  |

#### Dauer des Schlafes
Die meisten christlichen Überlieferungen geben basierend auf Jacob von Sarug an, dass die Zeit des Schlafes 372 Jahre betragen hat. In der Sure Al-Kahf aus dem Koran, wird eine Zeit von 309 Jahren erwähnt. Die Zeit zwischen Decius und Theodosius II. beträgt jedoch nicht einmal 200 Jahre. Einige Chronisten überliefern einen annähernd realistischen Zeitraum, so zum Beispiel Cedrenus mit 170 Jahren oder Jacobus a Voragine mit 196 Jahren. Da die Heiligenlegende ursprünglich von Gelehrten niedergeschrieben wurde, ist anzunehmen, dass ihnen diese Diskrepanz von über 170 Jahren zwischen der angegebenen Schlafdauer und der geschichtlichen Rahmung mit Decius und Theodosius aufgefallen sein müsste.
Im Jahre 402 wurde Theodosius II. von seinem Vater bereits zum Mitkaiser (Augustus) ernannt. Das 38. Regierungsjahr des Theodosius II. ist also das Jahr 440. Rechnet man von diesem Jahr 372 Jahre zurück, ergibt sich das Jahr 68, in dem Kaiser Nero gestorben ist. Unter seiner Herrschaft fand eine Christenverfolgung statt, von der noch Jahre später mit Grauen gesprochen wurde. Die Verwendung der Zahl 372 verstärkt somit den Eindruck der Wunderwirkung beim Leser sowohl durch die sehr lange Zeitspanne als auch durch den Hinweis auf die schlimmen Gräueltaten unter Nero, wodurch die Verfolgung der Jünglinge dramatischer wirkt.

#### Häresie
Redaktionelle Arbeit und zeitgeschichtliche Ereignisse scheinen die Legende bei diesem Thema beeinflusst zu haben: Jacob von Sarug erwähnt in seiner ersten Überlieferung keine Häresie, ein früher syrischer Prosatext führt einen Streit über die Auffassungen des Origenes an, Gregor von Tours schreibt bereits von Häretikern. Während der Herrschaft von Theodosius II. wurde die Bewunderung heidnischer Philosophien durch den Bischof Synesios von Kyrene problematisch gesehen. Er bezweifelte auch die Auferstehung. Er könnte der Grund für den Einzug des Häresiearguments in die Legende gewesen sein.
Eine weitere mögliche Ursache stellt das Zweite Konzil von Konstantinopel dar, das die Ideen des Origines verurteilt hat. Dieses fand kurz vor der vermutlichen Abfassung der Legende durch Gregor von Tours statt.

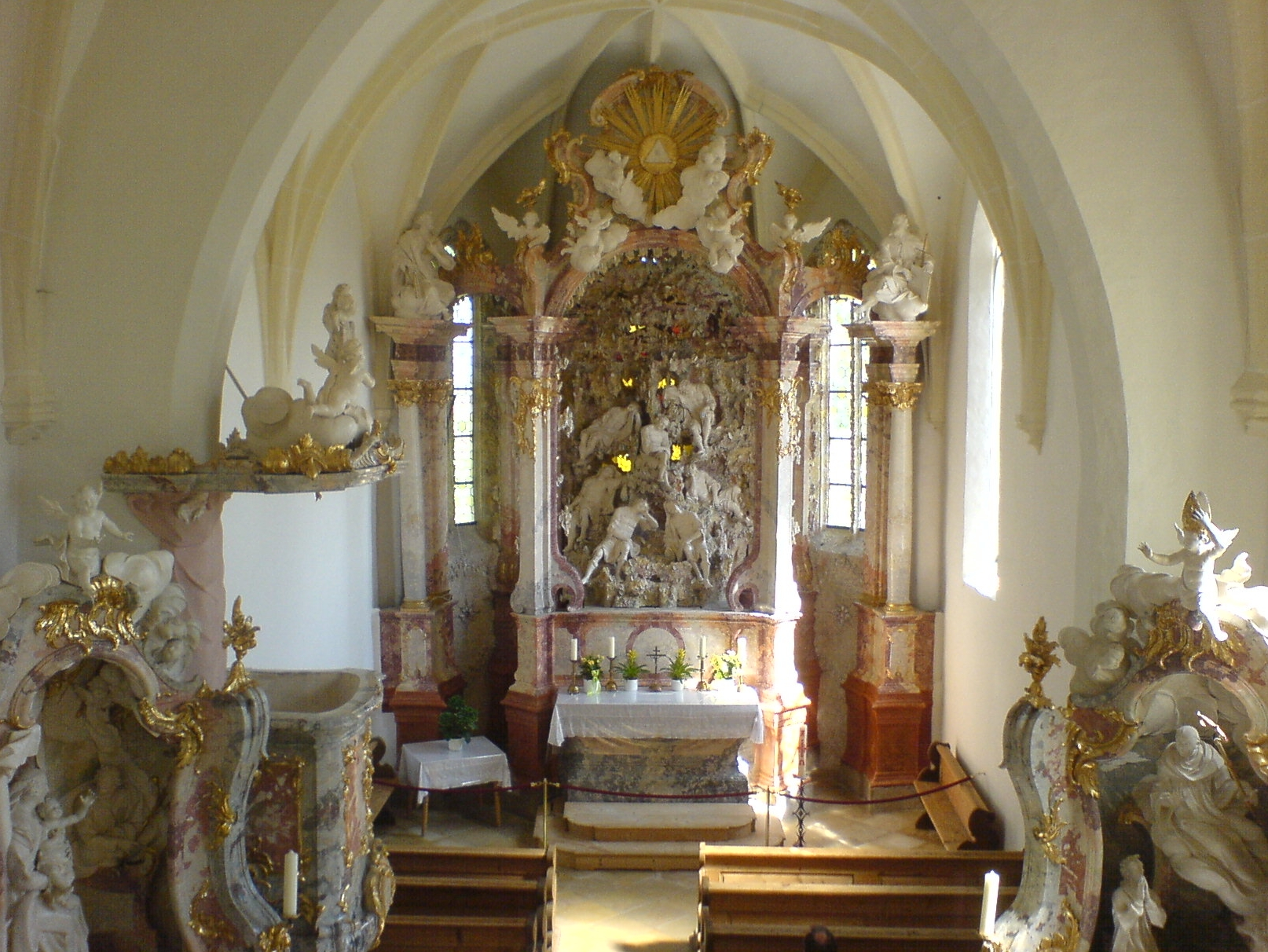
Darstellung der Sieben Schläfer im Hochaltar der Kirche in Rotthof

### Heiligenverehrung
Im katholischen Heiligenkalender wird der Sieben Schläfer am 27. Juni gedacht. Ausnahmen bilden die Bistümer Regensburg (12. September) sowie Aquileia, Salzburg und Passau (13. September). Der griechisch-orthodoxe Gedenktag ist der 4. August, der ostkirchliche der 23. Oktober. Die Sieben Schläfer gelten als Schutzpatrone der Schiffer, werden aber auch bei Fieber und Schlaflosigkeit angerufen. In der christlichen Variante nach westlicher Tradition handelt es sich bei den Sieben Schläfern um die sieben Brüder Maximian, Malchus, Martinian, Dionysius, Johannes, Serapion und Constantin; in der orthodoxen Tradition heißen sie Maximilian, Jamblicus, Martinian, Johannes, Dionysius, Constantin und Antoninus.
Als Handlungsort gilt gemeinhin die Stadt Ephesus, wo auch heute die Siebenschläferhöhle mit einer Kirche und einem Grabbezirk zu sehen ist.
Es gibt lediglich zwei den Sieben Märtyrern von Ephesus geweihte Kirchen. In Deutschland ist ihnen die Siebenschläferkirche in Rotthof (Ortsteil von Ruhstorf an der Rott/Niederbayern) geweiht, in Frankreich die Kapelle der sieben Heiligen in Le Vieux-Marché/Bretagne.
Der Islamwissenschaftler Louis Massignon initiierte eine gemeinsame Wallfahrt von Christen und Muslimen nach Sept-Saints, denn es gibt eine Reihe anderer Orte, an denen in Höhlen die Siebenschläfer verehrt werden  (nach Paolo Dall’Oglio in Syrien, in der Türkei, in Ägypten, Jordanien und Tunesien) und wo Christen wie auch Muslime zu solchen Stätten pilgern.

## Im Islam
Im Koran wird die Legende der „Gefährten der Höhle“ (arabisch أصحاب الكهف, DMG aṣḥāb al-kahf) nacherzählt. Sie ist die einzige im Koran vorhandene christliche Legende, die weder in der Bibel noch in den apokryphen Schriften existiert.

### Überlieferung im Koran
Der Koran nimmt in der Sure 18 „al-Kahf (الكهف)“ – „Die Höhle“ – in den Versen 9 bis 26 Bezug auf die Gefährten der Höhle. So heißt es:

„9. Oder meinst du etwa, daß die Gefährten der Höhle und der Inschrift ein verwunderliches unter Unseren Zeichen sind?
10. Als die Jünglinge in der Höhle Zuflucht suchten und sagten: ‚Unser Herr, gib uns Barmherzigkeit von Dir aus, und bereite uns in unserer Angelegenheit einen rechten Ausweg.‘
11. Da ließen Wir sie in der Höhle für eine Anzahl von Jahren in Dauerschlaf fallen.
12. Hierauf erweckten Wir sie auf, um zu wissen, welche der beiden Gruppierungen am richtigsten die Dauer ihres Verweilens erfaßt hat.
13. Wir berichten dir ihre Geschichte der Wahrheit entsprechend. Sie waren Jünglinge, die an ihren Herrn glaubten und denen Wir ihre Rechtleitung mehrten.
14. Und Wir stärkten ihre Herzen, als sie aufstanden und sagten: ‚Unser Herr ist der Herr der Himmel und der Erde. Wir werden außer Ihm keinen anderen Gott anrufen, sonst würden wir ja etwas Unrechtes sagen. 15. Dieses, unser Volk hat sich außer Ihm Götter genommen. Wenn sie doch für sie eine deutliche Ermächtigung bringen würden! Wer ist denn ungerechter, als wer gegen Allah eine Lüge ersinnt?‘“

Weiter wird im Koran beschrieben, wie Gott die Körper der Gefährten der Höhle durch mehrmaliges Wenden vor Verwesung schützt und ein Hund vor ihnen liegt und den Eingang der Höhle bewacht.

„Du meinst, sie seien wach, obwohl sie schlafen. Und Wir drehen sie nach rechts und nach links um, während ihr Hund seine Vorderbeine im Vorraum ausstreckt. Wenn du sie erblicktest, würdest du dich vor ihnen fürwahr zur Flucht kehren und vor ihnen fürwahr mit Schrecken erfüllt sein.“

Und auch im Koran bemerken die Gefährte der Höhle nicht ihren langen Schlaf:

„Und so erweckten Wir sie auf, damit sie sich gegenseitig fragten. Einer von ihnen sagte: ‚Wie lange habt ihr verweilt?‘ Sie sagten: ‚Verweilt haben wir einen Tag oder den Teil eines Tages.‘ Sie sagten: ‚Euer Herr weiß am besten, wie lange ihr verweilt habt. So schickt einen von euch mit diesen euren Silbermünzen in die Stadt; er soll sehen, welche ihre reinste Speise ist, und euch davon eine Versorgung bringen. Er soll behutsam sein und ja niemanden etwas von euch merken lassen.‘“

Weiter gibt der Koran zu bedenken, dass nur Gott die Anzahl der Gefährten der Höhle genau weiß. Die Korankommentare deuten Vers 18:21 jedoch so, dass sieben die richtige Anzahl ist. Im Koran gibt es keinen Hinweis auf den Ort der Höhle oder auf die Namen der Sieben Schläfer.
Schließlich nennt der Koran als Zeitrahmen für die Dauer des Schlafes 309 Jahre; damit wird auf den Unterschied zwischen Mondjahren und Sonnenjahren hingewiesen: 300 Sonnenjahre sind 309 Mondjahre.

„Und sie verweilten in ihrer Höhle dreihundert Jahre und noch neun dazu. Sag: Allah weiß am besten, wie lange sie verweilten. Sein ist das Verborgene der Himmel und der Erde. Wie vorzüglich ist Er als Allsehender, und wie vorzüglich ist Er als Allhörender! Sie haben außer Ihm keinen Schutzherrn, und Er beteiligt an Seiner Urteilsgewalt niemanden.“

Jedoch wurde von einigen Koranexegeten der erste Satz des 25. Verses als eine direkte Rede der Menschen aufgefasst, die bereits zuvor in Vers 22 „Vermutungen anstellten“ über die Anzahl der Personen in der Höhle. Die darauf erfolgte Korrektur des Korans, „Sag: ,Gott weiß am besten wieviele Personen in der Höhle verweilten‘“ ist als Antwort an die Vermutungen der Menschen gerichtet. Ein fast identischer Wortlaut findet sich auch in Vers 26 bezüglich der Dauer des Schlafes wieder: „Sag: ,Gott weiß am besten wie lange sie dort verweilten.‘“ Aufgrund des identischen Satzbaus kamen eben jene Exegeten darauf, dass der einleitende Satz in Vers 25 vielmehr als direkte Rede eingeordnet werden sollte, da hier weiterhin Menschen Vermutungen anstellten über die Dauer des Schlafes in der Höhle, wohingegen der Koran erneut korrigierend einschreitet. Entsprechend sieht das Verständnis in den Versen 25 und 26 der Sure 18 wie folgt aus:

„Und [die Menschen sagten]: ,Sie verweilten in der Höhle für 300 Jahre‘, und einige fügten 9 Jahre hinzu. Sag: ,Gott weiß am besten wie lange sie dort verweilten.‘ […]“

### Wichtige Entwicklungspunkte und Widersprüche in den islamischen Legenden
Die islamische Legende von den Sieben Schläfern wird aufgrund der knappen Struktur im Koran vor allem in den Korankommentaren weiterentwickelt und erzählt. Ähnlich wie im Christentum kommt es durch die Legendenbildung zu Widersprüchen und Uneindeutigkeiten in den islamischen Texten, vor allem beim Handlungsort der Legende sowie bei den Namen der Sieben Schläfer.

#### Tabari
Tabari bereitet um 900 in seinem Korankommentar die Version Mohammeds von den Sieben Schläfern auf. Er berichtet von sechs Jünglingen (Maximilianos, Malchos, Yamblichos, Martinianos, Dionysius, Johannes). Diese waren noch vor Christi Geburt, als Decianus in Syrien herrschte, Diener am Herrscherhof. Sie sagen die Auferstehung der Toten vorher und weigern sich heidnische Götter anzubeten. Deshalb werden sie von Decianus verfolgt und treffen dabei auf den Schäfer Antoninos mit seinem Hund. Dieser begleitet sie und zusammen verstecken sie sich in einer Höhle. Dort fallen sie in einen Schlaf, der 309 Jahre dauert. Als ein weiterer Schäfer Schutz vor einem Unwetter sucht, öffnet er die Höhle der Sieben, welche dadurch erwachen. Yamblichos wird zum Einkaufen geschickt und – ähnlich den christlichen Versionen – zum Herrscher gebracht und verhört. Als Yamblichos das Volk zur Höhle führt, betritt er dieselbe als erster, um seine Gefährten zu informieren. Die sieben Jünglinge sterben und der König, der mit dem Volk draußen vergeblich auf die Sieben gewartet hat, lässt eine Kapelle über der Höhle errichten sowie eine Tafel anbringen, auf der das Geschehene niedergeschrieben wird.
Auffällig bei Tabaris Version der Sieben Schläfer sind folgende Kennzeichen:
- Er erwähnt die Stadt Ephesus nicht.
- Er schreibt von keiner Häresie.
- Er erwähnt einen Engel des Herrn, der die Sieben Schläfer täglich von einer Seite auf die andere wendet.
- Um seine Aussagen zu untermauern, berichtet Tabari, dass Jesus die Auferstehung der Sieben Schläfer angekündigt hat, und behauptet fälschlicherweise, dass dies in den christlichen Evangelien erwähnt wird.

Tabari führt an, dass eine weitere Version der Legende existiert, in der ein Zumauern der Höhle berichtet wird. Diese hält er jedoch für falsch, da dies dem Koran widerspräche.

#### Masudi
Al-Mas'udi berichtet in seiner Weltchronik „Die goldenen Wiesen“ nur kurz von den Sieben Schläfern. Er bringt in der islamischen Literatur jedoch den Bezug zur Stadt Ephesus ein.

#### az-Zamachschari
Az-Zamachschari weist um 1134 in seiner Version starke Ähnlichkeiten zu christlichen Varianten auf, beispielsweise zur Version des Jacobus a Voragine. Es muss angenommen werden, dass sie dieselbe Textvorlage benutzt haben. Er überliefert die Namen Jamlicha, Makschalinia, Maschlinia, Marnusch, Darbanusch und Schadanusch. Als siebter Jüngling dient wieder ein Hirte mit seinem Hund. Al-Zamachschari ist dabei der erste, der dem Hund den Namen Qitmîr gegeben hat. Im Gegensatz zu Tabari erwähnt er auch die Problematik der Häresie. Zum Ende der Geschichte erteilt der König den Auftrag, eine Moschee über der Höhle zu errichten. Abweichend von anderen Versionen der Legende nennt er als Handlungsort Tarsus.

### Verehrung
Da im Koran kein bestimmter Ort genannt wird, entstanden Sieben-Schläfer-Heiligtümer an vielen Orten, die meist in der Nähe von Höhlen oder Grotten liegen und sich auf regionale Versionen der Legende beziehen. Islamische Wallfahrtsorte sind z. B. Loja, Sefrou, Sétif, Kairo, Damaskus, Afşin, Ephesos und Tarsus. Die Sieben Schläfer gelten im Islam als Zeugen der Auferstehung. Ihr Hund ar-Raqim oder Qitmîr ist eines der drei Tiere im islamischen Himmel. Im Volksglauben werden Fürbitten an die Sieben Schläfer auf der Suche nach Heilung von Krankheiten, Kinderwunsch und Wettersegen gerichtet. Auch der Besuch einer Wallfahrtsstätte der Sieben Schläfer im Vorfeld des Haddsch scheint von zunehmender Bedeutung zu sein.
Da auch für Muslime fraglos die Sieben Schläfer Christen waren, sind sie islamisch gesehen wahrhaft Christen und gelten uneingeschränkt als Monotheisten, Muslime vor  Mohammed.

## Ähnliche Motive in anderen Sagen und Legenden

### Mit religiösem Hintergrund
- Im Hinduismus findet sich in den Puranas eine Erzählung vom König Raiwata. Dieser sucht Brahma auf, um ihn nach Rat zu fragen. Raiwata hört ein Lied, und als er im Anschluss Brahma seine Frage stellt, erfährt er, dass bereits die Zeit von 20 Menschenleben vergangen ist.
- Im jüdischen Talmud wird eine Geschichte erzählt, nach der Choni Hamagel sich über Psalm 126 wundert, wie eine Person 70 Jahre träumen könne. (vgl. Ps 126,1) Daraufhin schläft er ein und ruht 70 Jahre unter einem Felsen.
- Das Buch Daniel beschreibt unter anderem, wie drei vornehme Juden am Königshofe des Nebukadnezar sich weigern eine heidnische Statue anzubeten, aufgrund ihres Glaubens verfolgt werden und mit Gottes Hilfe einen Feuerofen überleben.

### Allgemeine Sagen und Legenden
- Epimenides verschläft in einer Höhle bei Knossos 50 Jahre.
- Tundalus scheint drei Tage lang tot zu sein und bekommt in dieser Zeit von einem Engel Himmel und Hölle gezeigt.
- Berühmte Helden warten auf den Tag ihrer Wiederkehr und schlafen bis zu diesem Zeitpunkt, so zum Beispiel Holger Danske oder Friedrich Barbarossa in der Kyffhäusersage.

## In der Kunst
- Johann Wolfgang von Goethe verwendet in seiner Gedichtsammlung West-östlicher Diwan unter anderem die islamische Siebenschläferlegende.
- Eine moderne literarische Verarbeitung des Motivs findet sich in dem Roman Il cane di terracotta („Der Hund aus Terracotta“) des italienischen Autors Andrea Camilleri.
- Das Oratorium Die Siebenschläfer wurde von Ludwig Giesebrecht verfasst und von Carl Loewe komponiert.
- Eine Bauernregel besagt: Regnet es am Siebenschläfertag, es sieben Wochen regnen mag.
- Die Siebenschläferkapelle in Stegaurach ist den heiligen Siebenschläfern geweiht.[20]
- Sieben Schläfer von Ephesus (Rouen), Glasfenster